# 47 Tucanae
NGC 104, 47 Tucanae sau Caldwell 106 este un roi globular din constelația Tucanul, sitaut în galaxia spirală Calea Lactee. A fost descoperit în anul 1751 de către Nicolas Lacaille.